# Christine von Kohl
Christine von Kohl (* 23. März 1923 in Berlin; † 23. Januar 2009 in Wien) war eine dänische Journalistin, Menschenrechtlerin und Balkan-Expertin.

## Leben und Wirken
Christine von Kohl war die Tochter eines dänischen Vaters (Louis von Kohl, 1882–1962) und einer österreichischen Mutter (Lisa von Kohl, geb. Steindl). Sie blieb das Leben lang dänische Staatsbürgerin. Sie wuchs in Berlin auf, studierte Philosophie und vergleichende Religionswissenschaft an der Universität Kopenhagen, hat aber nie ihr Studium abgeschlossen. In ihrer Jugend arbeitete sie für dänische und deutsche Verlagshäuser.
In den 1960er Jahren war sie freie Korrespondentin in Wien für eine dänische Zeitung und unterstützte die Arbeit des Simon Wiesenthals und seines Dokumentationszentrums jüdischer Verfolgter des Naziregimes.
Von 1968 bis 1985 lebte sie, zusammen mit ihrem Mann, dem Journalisten und Schriftsteller Wolfgang Libal, in Belgrad, wo sie als Korrespondentin für eine Reihe von deutschen, österreichischen und skandinavischen Medien tätig war. Von 1990 bis 1994 war sie Beraterin der Internationalen Helsinki-Föderation für Menschenrechte in Wien und hat die Initiative ergriffen, einen Verein von Freunden der Flüchtlinge und Vertriebenen aus Bosnien und Herzegowina zu gründen. Im Jahr 1999 gründete sie zusammen mit Oliver Vujovic die Zeitschrift BALKAN Südosteuropäischer Dialog (später Balkan anders) und unterstützte die Gründung des Webportals Balkanpoint.org
Sie hat Literatur aus skandinavischen Sprachen ins Deutsche übersetzt.
In Österreich war sie in den Jahren des Zusammenbruches Jugoslawiens vor allem als eine fundierte Kennerin der Lage auf dem Balkan bekannt, in welcher Eigenschaft sie oft im Fernsehen und Radio zu hören war.
Im Jahr 2002 erhielt sie den SEEMO Menschenrechtspreis.
Zu ihren Büchern zählen Jugoslawien (1990), Kosovo: Gordischer Knoten am Balkan (1992, zusammen mit Wolfgang Libal), Albanien (1998), Balkan: Stabilität oder Chaos in Europa (2000) und – ihr letztes Buch – Eine Dänin am Balkan (2008). Darüber hinaus war sie Chefredakteurin der Zeitschrift Balkan anders.